# Polnische Badmintonmeisterschaft 1976
Die Polnische Badmintonmeisterschaft 1976 fand vom 27. bis zum 28. November 1976 in Katowice statt. Es war die 13. Austragung der Titelkämpfe. 

## Medaillengewinner
| Disziplin    | Gold                                                                     | Silber                                                                 | Bronze |
| ------------ | ------------------------------------------------------------------------ | ---------------------------------------------------------------------- | --- |
| Herreneinzel | Zygmunt Skrzypczyński (AZS AWF Wrocław)                                  | Karol Hawel (Unia Głubczyce)                                           | Ryszard Borek (Unia Głubczyce) Wiesław Świątczak (Vigoprim Łódź)                                                                      |
| Dameneinzel  | Elżbieta Utecht (Unia Głubczyce)                                         | Irena Karolczak (Stal FSO Warszawa)                                    | Bożena Wojtkowska (Unia Głubczyce) Anna Zyśk (Start Gdynia)                                                                           |
| Herrendoppel | Krzysztof Englander (Społem Słupsk) Janusz Labisko (Bolesław Bukowno)    | Ryszard Bernardyn (AZS AWF Wrocław) Joachim Krawczyk (AZS AWF Wrocław) | Adam Jaromin (Unia Bieruń Stary) Brunon Rduch (Unia Bieruń Stary) Karol Hawel (Unia Głubczyce) Wiesław Świątczak (Vigoprim Łódź)      |
| Damendoppel  | Wanda Czamańska (Gwardzista Wrocław) Irena Karolczak (Stal FSO Warszawa) | Józefa Ciurys (Unia Głubczyce) Elżbieta Utecht (Unia Głubczyce)        | Ewa Krawczyk (AZS AWF Wrocław) Bożena Wiczyńska (AZS AWF Wrocław) Maria Domańska (Hutnik Kraków) Maria Muszak (Hutnik Kraków)         |
| Mixed        | Lesław Markowicz (Stal FSO Warszawa) Irena Karolczak (Stal FSO Warszawa) | Karol Hawel (Unia Głubczyce) Elżbieta Utecht (Unia Głubczyce)          | Janusz Labisko (Bolesław Bukowno) Anna Zyśk (Start Gdynia) Andrzej Domagała (Gwardzista Wrocław) Wanda Czamańska (Gwardzista Wrocław) |